# Maricica Țăran
Maricica Țăran, född den 4 januari 1962 i Cherţa Mică i Rumänien, är en rumänsk roddare.
Hon tog OS-guld i scullerfyra i samband med de olympiska roddtävlingarna 1984 i Los Angeles.